# Vierschanzentournee 1990/91
Die 39. Vierschanzentournee 1990/91 war Teil des Skisprung-Weltcups 1990/91.
Das Springen in Oberstdorf fand am 31. Dezember 1990 statt, am 1. Januar 1991 das Springen in Garmisch-Partenkirchen und am 4. Januar 1991 das Springen in Innsbruck. Die Abschlussveranstaltung in Bischofshofen wurde am 6. Januar 1991 durchgeführt. Zum dritten Mal gewann Jens Weißflog die Tournee und war damit nach Helmut Recknagel und Björn Wirkola erst der dritte Springer, dem das gelang.

## Weltcup und Favoriten
Der Sommer und Herbst 1990 war weiterhin von großen politischen Ereignissen begleitet. Aus der Tschechoslowakei wurde die Tschechische und Slowakische Föderative Republik (CSFR), die Vielvölkerstaaten Jugoslawien und Sowjetunion brodelten, hielten aber noch zusammen. Markantestes Ereignis war aber die deutsche Wiedervereinigung zwischen der Bundesrepublik Deutschland und der DDR am 3. Oktober 1990. Das hatte nun auch Auswirkungen für den Sport, denn erstmals seit langer Zeit gab es nun wieder eine deutsche Nationalmannschaft, so auch im Skispringen. Erster gesamtdeutscher Bundestrainer wurde ob der Erfolge von Dieter Thoma in der Vorsaison der bisherige bundesdeutsche Auswahltrainer Rudi Tusch. Den B-Kader übernahm Reinhard Heß. Abgesehen vom Rücktritt Ulf Findeisens wurden auch alle ehemaligen DDR-Kader zunächst übernommen. Unangefochtene Leitfiguren waren weiterhin Dieter Thoma und Jens Weißflog. Der Sachse befand sich allerdings in einer schwierigen Lage. Bereits in der Vorsaison hatte er mit Knieproblemen zu kämpfen, nunmehr wurde ein Knorpel im Knie entfernt. Weißflog konnte so an keinem Weltcupspringen vor der Tournee teilnehmen, dennoch war der Oberwiesenthaler selbstverständlich gesetzt. In Abwesenheit des Olympiasiegers sprangen dafür andere Athleten in die Bresche. André Kiesewetter, ein Schützling von Reinhard Heß und bisher mehr als Trainingsweltmeister bekannt, war einer der wenigen Springer, die noch in der DDR-Auswahl mit dem V-Stil begonnen hatten. Er profitierte nun von den neuen Rahmen- und Trainingsbedingungen enorm und explodierte im Weltcup förmlich. Nach den ersten sechs Weltcupspringen in Übersee und Japan führte der Zella-Mehliser völlig überraschend die Weltcupwertung an, die er vor allem durch zwei Weltcupsiege erzielt hatte. Gekrönt wurde das Ganze durch einen deutschen Dreifacherfolg von der Normalschanze in Sapporo, als hinter Kiesewetter, Thoma und Heumann die weiteren Podestplätze belegten. Mit dem hinzustoßenden Weißflog, den schon sehr erfahrenen Bauer und Klauser war die deutsche Auswahl zu einer sehr starken Mannschaft zusammengewachsen. Und Kieswetter hatte zudem die Diskussion um den V-Stil neu entfacht. Nach Boklöv, der wegen einer Verletzung nicht antreten konnte, war er nun der nächste Springer, der im V-Stil ein Weltcupspringen gewinnen konnte. Neben Kiesewetter traten bei der Tournee neun weitere Springer mit dem V-Stil an, und vor allem die Schweizer Stephan Zünd und der der blutjunge Sylvain Freiholz hatten im Weltcup schon für Achtungserfolge gesorgt. Im deutschen Team probierte es bis dahin neben Kiesewetter nur der 19-jährige Christof Duffner. Auch der österreichische Auswahltrainer Toni Innauer zeigte sich gegenüber dem neuen Stil offen. Innauer hatte die Austria-Adler vor der Saison 1989/90 übernommen und einen Plan bis zu den Olympischen Spielen 1992 in Albertville aufgestellt. Erste Erfolge hatten sich bereits eingestellt, die Aushängeschilder Vettori und Felder waren wieder Bestandteil der Weltspitze geworden und auch in der noch jungen Weltcupsaison belegte Andreas Felder bis dahin den zweiten Platz hinter Kiesewetter. Neben Vettori waren es vor allem die jungen Heinz Kuttin, Werner Haim und Stefan Horngacher, denen eine aufsteigende Form bescheinigt wurde, wenngleich von ihnen noch keiner auf den V-Stil umgestellt hatte. Nur der erstmals n Innsbruck und Bischofshofen eingesetzte Junior Andreas Goldberger sprang schon im V-Stil. Neben dem DSV-Team zählten daher auch die Österreicher zu den Favoriten. Hinzu kamen die Finnen um Risto Laakkonen, Gesamtweltcupsieger Nikkola und eigentlich auch Altmeister Matti Nykänen. Noch bei der Skiflug-Weltmeisterschaft im Februar 1990 hatte er Silber gewonnen, dass es seine letzte Medaille sein würde, konnte da noch keiner ahnen. Wieder gab es Veränderungen in Nykänens Umfeld. Er wurde zum dritten Mal Vater, sein Ausrüster Elan meldete Konkurs an. Die Weltcupplatzierungen waren auch alles andere als berauschend, bei keinem Springen konnte Nykänen Weltcuppunkte holen. Dennoch war er zunächst für die Tournee vorgesehen, da der zweite Anzug der Finnen nicht wirklich passte. Doch Nykänen entschied erst spät, die Tournee abzusagen, da er sich nicht fit fühlte. Da war die Meldefrist für Oberstdorf bereits abgelaufen, so dass der nachnominierte 31-jährige Jari Puikkonen erst in Garmisch einsteigen durfte. Überraschend stark zeigten sich auch der für die Sowjetunion startende Andrei Werweikin und der Jugoslawe Franci Petek. Eher ungewiss waren die Erfolgsaussichten der norwegischen Mannschaft.
Vor der Vierschanzentournee waren bereits sechs Einzelspringen im Weltcup absolviert worden. Die Saison hatte Anfang Dezember 1990 wie nun schon seit einigen Jahren in Übersee begonnen, diesmal in Lake Placid.
| 01. | André Kiesewetter | Deutschland | 99 Punkte |
| 02. | Andreas Felder    | Österreich  | 87 Punkte |
| 03. | Dieter Thoma      | Deutschland | 65 Punkte |
| 04. | Franci Petek      | Jugoslawien | 62 Punkte |
| 05. | Stephan Zünd      | Schweiz     | 51 Punkte |

| 05. | Andrei Werweikin  | Sowjetunion      | 51 Punkte |
| 07. | Ari-Pekka Nikkola | Finnland         | 45 Punkte |
| 08. | Pavel Ploc        | Tschechoslowakei | 37 Punkte |
| 09. | Josef Heumann     | Deutschland      | 29 Punkte |
| 10. | Anssi Nieminen    | Finnland         | 27 Punkte |

## Regeländerungen
Erneut befasste sich die FIS auf ihrem Kongress in Montreux Ende Mai 1990 mit der Qualifikation für die Weltcupspringen. Nunmehr gab es für die Wettkampfberechtigen, deren Qualifizierungsrichtlinien schon im Vorjahr beschlossen worden waren, einen Qualifikationsdurchgang, bei dem nur die Weite gemessen wurde. Die besten 60 Springer qualifizierten sich nun für den Wettbewerb. Nach dem ersten Durchgang schieden weitere 25 Athleten aus, so dass den Finaldurchgang nur noch 35 Springer bestritten. Dadurch wurde die sportliche Qualität weiter gestärkt. Von den Organisatoren der Vierschanzentournee wurde diese Regelung weitestgehend übernommen. Allerdings waren hier die 15 führenden Athleten in der Weltcupwertung automatisch startberechtigt, unabhängig davon, ob sie sich durch ihre Weite für den Wettbewerb qualifiziert hätten. Dieter Thoma profitierte von dieser Regelung gleich beim Auftaktspringen in Oberstdorf.

## Nominierte Athleten
| Nation             | Athleten |
| ------------------ | --- |
| Deutschland        | Thomas Klauser, Andreas Bauer, Jürgen Winterhalder, Josef Heumann, Robert Leonhardt, Norbert Hils, Andreas Scherer, Dieter Thoma, Christof Duffner, Jens Weißflog, Heiko Hunger, Ingo Lesser, Ralph Gebstedt, André Kiesewetter, René Kummerlöw, Mike Arnold, Jens Deimel                       |
| Österreich         | Andreas Felder, Ernst Vettori, Werner Haim, Klaus Huber, Heinz Kuttin, Stefan Horngacher, Andi Rauschmeier, Alexander Pointner, Franz Neuländtner, Christian Moser, Günther Stranner, Andreas Goldberger, Werner Schuster, Harald Rodlauer, Werner Rathmayr, Oliver Strohmaier, Herwig Millonig |
| Bulgarien          | Wladimir Brejtschew, Sachari Sotirow |
| Finnland           | Anssi Nieminen, Risto Laakkonen, Ari-Pekka Nikkola, Vesa Hakala, Raimo Ylipulli, Jari Puikkonen 1 |
| Frankreich         | Regis Bajard, Steve Delaup; Yannick Revuz |
| Italien            | Roberto Frison, Roberto Cecon, Ivo Pertile |
| Japan              | Noriaki Kasai, Takuya Takeuchi, Masahiko Harada, Kenji Suda, Manabu Nikaidō |
| Jugoslawien        | Miran Tepeš, Primož Ulaga, Franci Petek, Goran Janus, Janez Debelak, Damjan Fras |
| Kanada             | Ron Richards, Horst Bulau, Colin Capel |
| Norwegen           | Ole Gunnar Fidjestøl, Rune Olijnyk, Kent Johanssen, Øyvind Berg, Espen Bredesen, Stein Gruben |
| Polen              | Jan Kowal, Zbigniew Klimowski |
| Schweden           | Staffan Tällberg, Mikael Martinsson, Per-Inge Tällberg, Magnus Åström, Magnus Westman |
| Schweiz            | Sylvain Freiholz, Benz Hauswirth, Christoph Lehmann, Stephan Zünd |
| Sowjetunion        | Andrei Werweikin, Pawel Kustow, Michail Jessin, Dionis Vodnev |
| Tschechoslowakei   | Jiří Parma, Pavel Ploc, František Jež, Ladislav Dluhoš, Jaroslav Sakala, Tomáš Raszka, Martin Švagerko |
| Vereinigte Staaten | Jim Holland, Mark Konopacke, Kris Severson |

## Oberstdorf
- Datum: 28. Dezember 1990
- Land:  Deutschland
- Schanze: Schattenbergschanze

Nach einigen Wintern fast ohne natürlichen Schnee präsentierte sich die Schattenbergschanze um den Jahreswechsel 1990 bei besten winterlichen Bedingungen. Die Erwartungshaltung war bei den 30.000 Zuschauern nach den deutschen Ergebnissen im Weltcup und dem Vorjahrestourneesieg von Dieter Thoma enorm. Und die ersten Trainingsleistungen gaben Hoffnung. Thoma sprang auf 108 m und der genesene Jens Weißflog gar auf 110 m. Die Überraschung war der erst 16-jährige Schweizer Sylvain Freiholz, der mit breitem V-Stil auf 113 m segelte.
Am Wettkampftag gab es die ersten Überraschungen allerdings schon beim Qualifikationssprung. V-Springer Christoph Duffner lag mit 105 m vor Sylvain Freiholz vorn, dahinter lagen Jens Weißflog und Heiko Hunger. Aus deutscher Sicht eine hervorragende Leistung, wenn da nicht Dieter Thoma gewesen wäre. Der Rotschopf setzt schon bei 88 m auf und qualifizierte sich nur durch seine gute Platzierung im Weltcup für das Auftaktspringen. Im ersten Wertungsdurchgang knüpfte Freiholz nahtlos an seine bisherigen Leistungen an. Zur Halbzeit lag der Schweizer mit Jens Weißflog gleichauf vorn vor den starken Österreichern Kuttin und Felder. Dahinter versammelten sich eher Überraschungen. Christof Duffner lag vor den beiden Schweden Mikael Martinsson und Staffan Tällberg, dahinter befand sich mit Stephan Zünd bereits ein zweiter Schweizer Springer. Allerdings wirbelten Dauerregen und wechselnde Winde das Klassement noch durcheinander. Nur Jens Weißflog blieb davon eher unbeeindruckt, nach 107 m im ersten Durchgang ließ er 106 m im zweiten Durchgang folgen. Zwar sprangen drei Springer im zweiten Durchgang weiter, darunter Duffner mit der Wettkampfhöchstweite von 110 m, aber am Ende reicht es für den Sachsen zu seinem ersten Sieg in Oberstdorf. Zweiter wurde Andreas Felder vor Mannschaftskollege Heinz Kuttin. Trotz etwas abfallender Leistung wurde Sylvain Freiholz Sechster, während Mannschaftskollege Stephan Zünd noch auf den 27. Platz durchgereicht wurde. Neben Christof Duffner auf Rang vier durften auch die Top-Ten-Platzierungen der beiden Schweden Martinsson und Tällberg als Überraschung gelten. Stärkstes Team war an diesem Tag das die DSV-Auswahl, welches allein fünf Springer in den Weltcuppunkterängen hatte und den Tagessieger stellte. Allerdings gab es mit dem für ihn eher unbefriedigten 13. Platz für Thoma und dem 23. Platz für den bis dahin im Weltcup führenden André Kiesewetter auch einige Wermutstropfen. Christof Duffner wurde nach dem Springen ob seiner Leistung als sechster Springer für die Nordischen Skiweltmeisterschaften von Bundestrainer Rudi Tusch nominiert.
| Pos. | Springer          | Land        | Punkte |
| ---- | ----------------- | ----------- | ------ |
| 1    | Jens Weißflog     | Deutschland | 203,9  |
| 2    | Andreas Felder    | Österreich  | 202,0  |
| 3    | Heinz Kuttin      | Österreich  | 198,7  |
| 4    | Christof Duffner  | Deutschland | 197,7  |
| 5    | Mikael Martinsson | Schweden    | 195,5  |
| 6    | Sylvain Freiholz  | Schweiz     | 192,6  |
| 7    | Staffan Tällberg  | Schweden    | 187,3  |
| 8    | Ernst Vettori     | Österreich  | 181,8  |
| 9    | Stefan Horngacher | Österreich  | 181,2  |
| 10   | Ari-Pekka Nikkola | Finnland    | 180,6  |
| 10   | Josef Heumann     | Deutschland | 180,6  |

## Garmisch-Partenkirchen
- Datum: 1. Januar 1991
- Land:  Deutschland
- Schanze: Große Olympiaschanze

20.000 Zuschauer erlebten bei Wind, Nebel und zeitweise Regen ein turbulentes Springen. Erneut sorgte der junge Christof Duffner für Begeisterung, als er in der Qualifikation auf 106,5 m segelte. Diese Weite sollte an diesem Tag auch nicht annähernd übertroffen werden. Dieter Thoma kam diesmal besser zurecht, belegte Rang 21 in der Qualifikation mit allerdings nur 85,5 m. Letztlich reichten 77 m, um sich für den Wettkampf zu qualifizieren. Anssi Nieminen rutschte durch seine gute Weltcup-Platzierung sogar mit 70 m hinein. Im ersten Durchgang stockte dann den Zuschauern der Atem, der böige Wind hatte sein erstes Opfer gefunden. Hoffnungsträger Heinz Kuttin aus Österreich stürzte schwer und blieb regungslos im Auslauf liegen. Später wurde eine gebrochene Elle, Hautabschürfungen und eine Gehirnerschütterung diagnostiziert. Die Klasse von Jens Weißflog zeigte sich nun darin, dass der Sachse trotz der schwierigen Bedingungen 102 m weit im ersten Durchgang sprang, dahinter lag Andreas Felder mit über sieben Punkten Rückstand. Erneut stark sprangen die beiden Schweden Mikaelsson und Tällberg, während die Schweizer Zünd und Freiholz nicht so gut zurechtkamen. Im zweiten Durchgang setzte Andreas Felder mit 98 m die höchste Weite, dicht gefolgt von Christof Duffner mit 97 m und Stefan Horngacher mit 96,5 m. Alle drei Springer konnten sich dadurch verbessern. Da Weißflog schon bei 94 m aufsetzte verlor er einiges an Boden gegenüber Felder. Als das Ergebnis ausgerechnet wurde, war die Überraschung perfekt, Felder und Weißflog lagen gleichauf auf rang Eins. Stefan Horngacher ersprang sich ebenfalls noch einen Podestplatz. Neben dem Tagessieg erkämpften sich erneut vier weitere deutsche Springer Weltcuppunkte, darunter Christof Duffner mit einem 5. Platz. Dadurch lag der Schonacher nunmehr für viele überraschend auf Rang drei in der Gesamtwertung. Dieter Thoma belegte in der Tageswertung Rang sieben, bewertete das Neujahrsspringen angesichts des Sturzes von Kuttin und der Wetterbedingungen mit der ihm eigenen Klarheit: Das war kein Sport , das war ein Lotteriespiel. In der Gesamtwertung führte Weißflog weiterhin mit knappen 1,9 Punkten Vorsprung. Neben Duffners drittem Platz waren weiterhin die Platzierungen der beiden Schweden im Gesamtklassement äußerst bemerkenswert.
| Zwischenstand nach 2 Springen | Zwischenstand nach 2 Springen | Zwischenstand nach 2 Springen |
| Pos.                          | Springer                      | Punkte                        |
| ----------------------------- | ----------------------------- | ----------------------------- |
| 01.                           | Weißflog                      | 408,2                         |
| 02.                           | Felder                        | 406,3                         |
| 03.                           | Duffner                       | 378,2                         |
| 04.                           | Martinsson                    | 377,4                         |
| 05.                           | Horngacher                    | 367,7                         |
| 06.                           | Tällberg                      | 360,5                         |

| Pos. | Springer          | Land        | Punkte |
| ---- | ----------------- | ----------- | ------ |
| 1    | Jens Weißflog     | Deutschland | 204,3  |
| 1    | Andreas Felder    | Österreich  | 204,3  |
| 3    | Stefan Horngacher | Österreich  | 186,5  |
| 4    | Mikael Martinsson | Schweden    | 181,9  |
| 5    | Christof Duffner  | Deutschland | 180,5  |
| 6    | Vesa Hakala       | Finnland    | 178,3  |
| 7    | Dieter Thoma      | Deutschland | 178,3  |
| 8    | Ernst Vettori     | Österreich  | 174,6  |
| 9    | Staffan Tällberg  | Schweden    | 173,2  |
| 10   | Andrei Werweikin  | Sowjetunion | 168,3  |

## Innsbruck
- Datum: 4. Januar 1991
- Land:  Österreich
- Schanze: Bergiselschanze

Im Training sorgten zunächst Mikael Martinsson und Franci Petek für die größten Weiten. Am Wettbewerbstag wurde die Schanze am Bergisel wieder ihrem gefürchteten Ruf als Scharfrichter gerecht. Bereits im Qualifikationssprung gab es den ersten Paukenschlag, der Schwede Staffan Tällberg, immerhin Sechster der Gesamtwertung, konnte sich nicht für den Wettkampf qualifizieren. Die nächsten Überraschungen gab es dann bereits im ersten Durchgang. Der Gesamtzweite Andreas Felder sprang nur 92 m weit, während Weißflog bei 104 m landete. Vor dem Sachsen platzierte sich zur Halbzeit nur der Vorjahressieger von Innsbruck, Ari-Pekka Nikkola, mit 104,5 m. Dieter Thoma lag mit 100 m ebenfalls gut im Rennen. Doch im deutschen Lager herrschte nicht nur eitel Sonnenschein, verpasste doch Christof Duffner mit nur 90 m den Finaldurchgang und fiel so in der Gesamtwertung weit zurück. Im zweiten Durchgang zeigte Nikkola mit der Tageshöchstweit von 110 m, dass er auch diesmal am Bergisel siegen wollte. Doch Weißflog (108 m) und Thoma (109 m) versuchten zu kontern, doch am Ende reichte es knapp für den Finnen vor den beiden Deutschen. Erst dahinter platzierten sich die Austria-Adler, deren Aushängeschild in Innsbruck einen herben Rückschlag einstecken musste. Felder gelang auch im zweiten Durchgang nur ein Sprung über 96 m, was Platz 13 bedeutete. Entscheidender als die Platzierung waren aber die über 40 Punkte, die er dabei auf Weißflog in der Gesamtwertung verlor. Bei dem sehr windanfälligen Springen wurde das Klassement im zweiten Durchgang nochmals durchgewirbelt. Franci Petek erreichte nach einem 105-m-Satz noch Rang sieben und auch der Schwede Martinsson belegte einen für seine Verhältnisse hervorragenden 8. Platz. In der Gesamtwertung führte nun Weißflog mit einem komfortablen Vorsprung von über 47 Punkten vor Andreas Felder, der sich trotzdem immer noch auf dem zweiten Platz halten konnte. Dies war auch ein Ausdruck der teilweise inkonstanten Leistungen nicht weniger Springer. Dieter Thoma war dadurch nun auf den dritten Platz vorgerückt, da er sich als einer der wenigen Springer von Wettbewerb zu Wettbewerb steigern konnte. Bemerkenswert blieb weiterhin der 5. Platz des Schweden Martinsson. Für Weißflog nahm nun der dritte Gesamtsieg bei der Tournee langsam Formen an.
| Zwischenstand nach 3 Springen | Zwischenstand nach 3 Springen | Zwischenstand nach 3 Springen |
| Pos.                          | Springer                      | Punkte                        |
| ----------------------------- | ----------------------------- | ----------------------------- |
| 01.                           | Weißflog                      | 627,3                         |
| 02.                           | Felder                        | 579,8                         |
| 03.                           | Thoma                         | 564,6                         |
| 04.                           | Horngacher                    | 561,7                         |
| 05.                           | Martinsson                    | 561,3                         |
| 06.                           | Vettori                       | 556,1                         |

| Pos. | Springer          | Land        | Punkte |
| ---- | ----------------- | ----------- | ------ |
| 1    | Ari-Pekka Nikkola | Finnland    | 221.6  |
| 2    | Jens Weißflog     | Deutschland | 219,1  |
| 3    | Dieter Thoma      | Deutschland | 210,4  |
| 4    | Ernst Vettori     | Österreich  | 199,7  |
| 5    | Andi Rauschmeier  | Österreich  | 194,4  |
| 6    | Stefan Horngacher | Österreich  | 190,4  |
| 7    | Franci Petek      | Jugoslawien | 185,9  |
| 8    | Mikael Martinsson | Schweden    | 183,9  |
| 9    | Stephan Zünd      | Schweiz     | 181,4  |
| 10   | Espen Bredesen    | Norwegen    | 176,4  |

## Bischofshofen
- Datum: 6. Januar 1991
- Land:  Österreich
- Schanze: Paul-Außerleitner-Schanze

Am Dreikönigstag, welcher zugleich der 40. Todestag des Namensgebers Paul Außerleitner war, ließ Jens Weißflog auf der von ihm eher ungeliebten Schanze nichts anbrennen. Mit zwei Sicherheitssprüngen über 102 und 101 m ging der Sachse kein Risiko mehr ein und belegte in der Tageswertung den 10. Platz. Er ließ damit Platz für die geschundenen österreichischen Skispringerseelen, die an diesem Tag einen Doppelerfolg feiern konnten. Doch zunächst setzte V-Springer Sylvain Freiholz mit 113 m die höchste Tagesweite im ersten Durchgang, lag aber durch schlechtere Haltungsnoten nur auf dem dritten Rang. Ernst Vettori (111 m) und Stefan Horngacher (110 m) lagen noch vor ihm und machten Hoffnungen auf einen österreichischen Tagessieg. Doch im zweiten Durchgang sprangen beide deutlich kürzer, so dass am Ende Andreas Felder nach einer Steigerung im zweiten Durchgang noch recht komfortabel mit über 7 Punkten Vorsprung vor Landmann Vettori den Tagessieg erringen konnte und sich damit für sein schlechtes Abschneiden in Innsbruck rehabilitierte. Ari-Pekka Nikkola komplettierte das Podest, welches Dieter Thoma mit Rang vier nur um 1,7 Punkte verpasste. Sylvain Freiholz belegte nach einem schwächeren zweiten Sprung noch den 7. Platz in der Tageswertung, der Jugoslawe Petek kam mit Rang sechs erneut in die Top Ten.
| Pos. | Springer             | Land             | Punkte |
| ---- | -------------------- | ---------------- | ------ |
| 1    | Andreas Felder       | Österreich       | 225,8  |
| 2    | Ernst Vettori        | Österreich       | 218,7  |
| 3    | Ari-Pekka Nikkola    | Finnland         | 216,7  |
| 4    | Dieter Thoma         | Deutschland      | 215,0  |
| 5    | Stefan Horngacher    | Österreich       | 211,4  |
| 6    | Franci Petek         | Jugoslawien      | 210,9  |
| 7    | Sylvain Freiholz     | Schweiz          | 210,8  |
| 8    | Pavel Ploc           | Tschechoslowakei | 193,7  |
| 9    | Ole Gunnar Fidjestøl | Norwegen         | 193,7  |
| 10   | Jens Weißflog        | Deutschland      | 192,4  |

## Gesamtwertung
Eine turbulente Tournee ging mit einem strahlenden Sieger Jens Weißflog zu Ende. Noch im Vorjahr war der Sachse in Bischofshofen abgefangen worden und belegte letztlich nur Rang drei in der Gesamtwertung. Danach war der Oberwiesenthaler restlos bedient. In der aktuellen Saison war vor Tourneebeginn noch nicht einmal klar, ob Weißflog nach seiner Knieoperation überhaupt starten könnte. Umso beeindruckender war daher seine Rückkehr. Nach Helmut Recknagel und Björn Wirkola war Weißflog nun der dritte Springer mit drei Tourneesiegen, eine Leistung, die die wenigsten Fachleute dem Sachsen noch zugetraut hatten. Den deutschen Erfolg rundete Vorjahressieger Dieter Thoma mit Rang drei in der Gesamtwertung ab und bewies damit, das sein Tourneesieg im Vorjahr keine Eintagsfliege war. Für die Innauer-Schützlinge aus Österreich reichte es wieder nicht zum Gesamtsieg, aber in der Mannschaftsdichte waren sie an die deutsche Mannschaft enorm herangekommen. Im DSV-Team überraschte vor allem V-Springer Christof Duffner, der zwischenzeitlich sogar Dritter der Gesamtwertung war. Am Ende belegte er den 16. Rang, bei nur 7 Wertungssprüngen. Shootingstar Andre Kieswetter hingegen konnte seine Weltcup-Form nicht konservieren und wurde 25. in der Gesamtwertung. Zu den positiven Erscheinungen der Tourneegehörte zweifelsohne der erst 16-jährige Sylvain Freiholz, der als bester V-Springer Achter der Gesamtwertung wurde. Einen Platz davor lag der Schwede Martinsson, eine weitere Tourneeüberraschung. Licht und Schatten gab es hingegen im finnischen Lager. Zwar hatten die Skandinavier drei Springer unter den besten Zehn, aber Nikkolas Einbruch in Garmisch verwehrte ihm eine bessere Gesamtplatzierung. Ganz von der Rolle zeigten sich die Norweger, deren bester Kent Johannsen auf Platz 15 die Tournee beendete. Vorerst geklärt war auch die Diskussion um den richtigen Sprungstil. Alle vier Springen waren im Parallelstil gewonnen worden, der beste V-Stil-Springer lag auf Rang acht. Jens Weißflog meinte zwar, dass dem V-Stil die Zukunft gehören würde, er selbst sah aber angesichts seiner Erfolge keine Veranlassung, sich nochmal umzustellen.
| Rang | Name              | Nation      | Gesamt- wertung | Oberst- dorf | Garmisch- Partenk.- | Inns- bruck | Bischofs- hofen |
| ---- | ----------------- | ----------- | --------------- | ------------ | ------------------- | ----------- | --------------- |
| 1    | Jens Weißflog     | Deutschland | 819,7           | 203,9 / 01.  | 204,3 / 01.         | 219,1 / 02. | 192,4 / 10.     |
| 2    | Andreas Felder    | Österreich  | 805,6           | 202,0 / 02.  | 204,3 / 01.         | 173,5 / 13. | 225,8 / 01.     |
| 3    | Dieter Thoma      | Deutschland | 779,6           | 175,9 / 13.  | 178,3 / 07.         | 210,4 / 03. | 215,0 / 04.     |
| 4    | Ernst Vettori     | Österreich  | 774,8           | 181,8 / 08.  | 174,6 / 08.         | 199,7 / 04. | 218,8 / 02.     |
| 5    | Stefan Horngacher | Österreich  | 773,1           | 181,2 / 09.  | 186,5 / 03.         | 194,0 / 06. | 211,4 / 05.     |
| 6    | Ari-Pekka Nikkola | Finnland    | 772,7           | 180,6 / 10.  | 153,8 / 24.         | 221,6 / 01. | 216,7 / 03.     |
| 7    | Mikael Martinsson | Schweden    | 751,9           | 195,5 / 05.  | 181,9 / 04.         | 183,9 / 09. | 190,6 / 13.     |
| 8    | Sylvain Freiholz  | Schweiz     | 729,5           | 192,6 / 06.  | 157,3 / 19.         | 168,8 / 15. | 210,8 / 07.     |
| 9    | Vesa Hakala       | Finnland    | 696,8           | 169,8 / 17.  | 180,2 / 06.         | 171,2 / 14. | 175,6 / 24.     |
| 10   | Risto Laakkonen   | Finnland    | 676,7           | 172,6 / 15.  | 163,8 / 14.         | 173,9 / 12. | 166,4 / 28.     |